# Bart De Clercq
Bart De Clercq (nascido em 26 de agosto de 1986) é um ciclista profissional bélgico. Atualmente, compete para a equipe Lotto-Soudal.